# Základní umělecká škola Jana Maláta
Původně klasicistní školní budova základní umělecké školy z let 1818 - 19 od stavitele J. Martínka se secesní uliční fasádou z roku 1897 se nalézá v ulici Na valech ve městě Nový Bydžov v okrese Hradec Králové. Budova je chráněna jako kulturní památka ČR. Národní památkový ústav tuto budovu uvádí v katalogu památek pod rejstříkovým číslem ÚSKP 49772/6-6073.

## Galerie

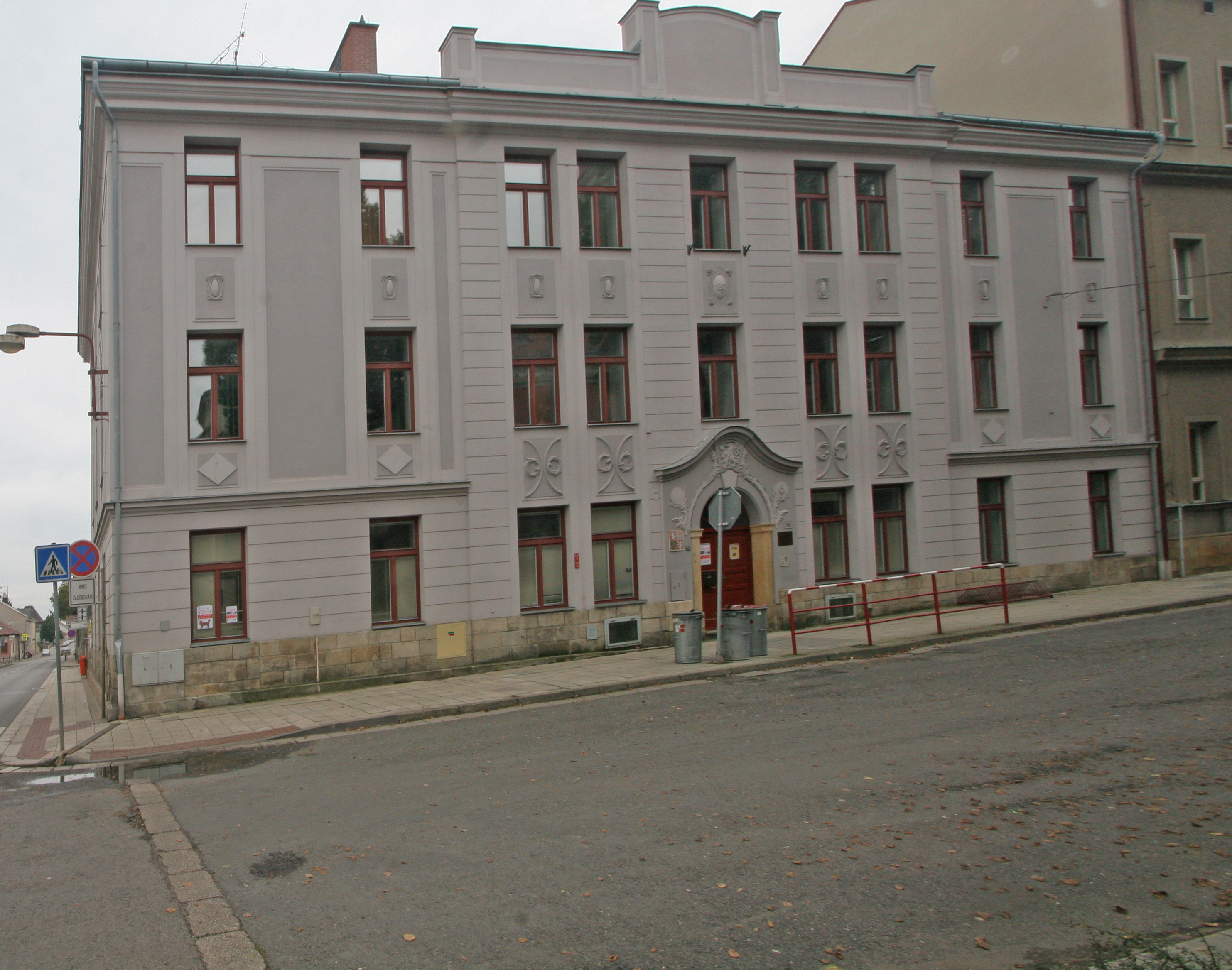
Základní škola umělecká v Novém Bydžově